# Равкіна Поліна Іванівна
Равкіна Поліна (Парасковія) Іванівна (12 квітня 1923 року (за іншими даними — 1925 року), село Ботужвеле нині Атяшевського району Республіки Мордовія — 13 вересня 2023) — Герой Соціалістичної Праці, ланкова насінницького колгоспу 13 року Жовтня. Ерзянка.

## Біографія
Після закінчення сьомого класу розпочала свою трудову біографію рахівницею місцевого колгоспу. Працювала також секретарем сільської ради в Батушеві.
У 1947 році очолила рільничу комсомольсько-молодіжну ланку. Під керівництвом Равкіної врожайність озимого жита зросла до небачених раніше показників: 210 на кожному з 10 закріплених за ланкою гектарів.
Вагомі результати були й у вирощуванні конопель. У 1948 році ланка Равкіної отримала урожай волокна 7 центнерів і насіння 12 центнерів з гектара на площі 3,1 гектара. За рекордний врожай ланкову було удостоєно звання «Герой Соціалістичної Праці». Через рік про ланку Равкіної знімали документальний фільм.
За направленням Равкіна закінчила в 1956 році Горьковський сільськогосподарський інститут, була сталінським стипендіатом. Призначена головним агрономом атяшевського колгоспу «Сараст». Потім була головою колгоспу в Батушеві. В 1961—1970 роках — головний агроном Атяшевського районного управління сільського господарства по захисту рослин.
За сімейними обставинами у 1974 році виїхала на Сахалін, працювала на різних посадах у Невельську. Наступного року замість належних 120 тонн огірків там було зібрано 360. Зросла урожайність брукви та збільшились показники надоїв молока.
Через вісім років оселилася в Москві, рік працювала в санаторії «Валуєво», після чого вийшла на заслужений відпочинок.
Померла 13 вересня 2023 року.

## Громадська діяльність
Обиралася депутатом Верховної Ради Мордовської АРСР (1959), делегатом ХІХ (1952) і ХХІ (1959) з'їздів КПРС.

## Нагороди
- Орден Трудового Червоного Прапора (1948)
- Орден Леніна (09.07.1949)
- Медаль «Серп і Молот» (09.07.1949)
- Перехідний червоний прапор (вручав міністр сільського господарства РРФСР Леонід Флорентьєв, 1970-ті роки)
- Ювілейна медаль «65 років Перемоги у Великій Вітчизняній війні 1941—1945 рр.» (вручав президент РФ Дмитро Медведєв)[4]
- Ювідейна медаль медаль «70 років Перемоги у Великій Вітчизняній війні 1941—1945 рр.»[ru]

## Вшанування
У селищі Атяшево встановлений бюст Поліни Равкіної. У рідному селі Батушево проводяться спортивні заходи по вільній боротьбі на приз імені видатної землячки.